# Успение Богородично (Лубеница)
Вижте пояснителната страница за други значения на Успение Богородично.
„Успение на Пресвета Богородица“ (на гръцки: Κοίμησης της Θεοτόκου) е възрожденска православна църква, разположена южно от изоставеното гревенско село Валания или Лубеница, Егейска Македония, Гърция.
Храмът е еднокорабна гробищна каменна църква с дървена покривна конструкция, тристранна апсида на изток и трем на запад и север.
Във вътрешността на църквата има богато украсен резбован дървен иконостас и тавани. Иконастасът е изрисуван в 1784 година, когато са изписани и таваните – темите напомнят тези в богатите къщи в Сятища от същия период. Църквата е изписана със стенописи в 1790 или в 1791 година според зографския надпис над западния вход на храма. Автор на стенописите е Михаил от Влашка Блаца. Отвън стенописи са западени на западната фасада и частично на северната.
Паметникът е силно повреден от земетресението през 1995 г. в региона на Западна Македония. В 1996 година църквата е обявена за защитен паметник.
В 1996 година църквата е обявена за паметник на културата.